# Rafael Grampá
Rafael Grampá (Pelotas, 27 aprile 1978) è un fumettista brasiliano.

## Biografia

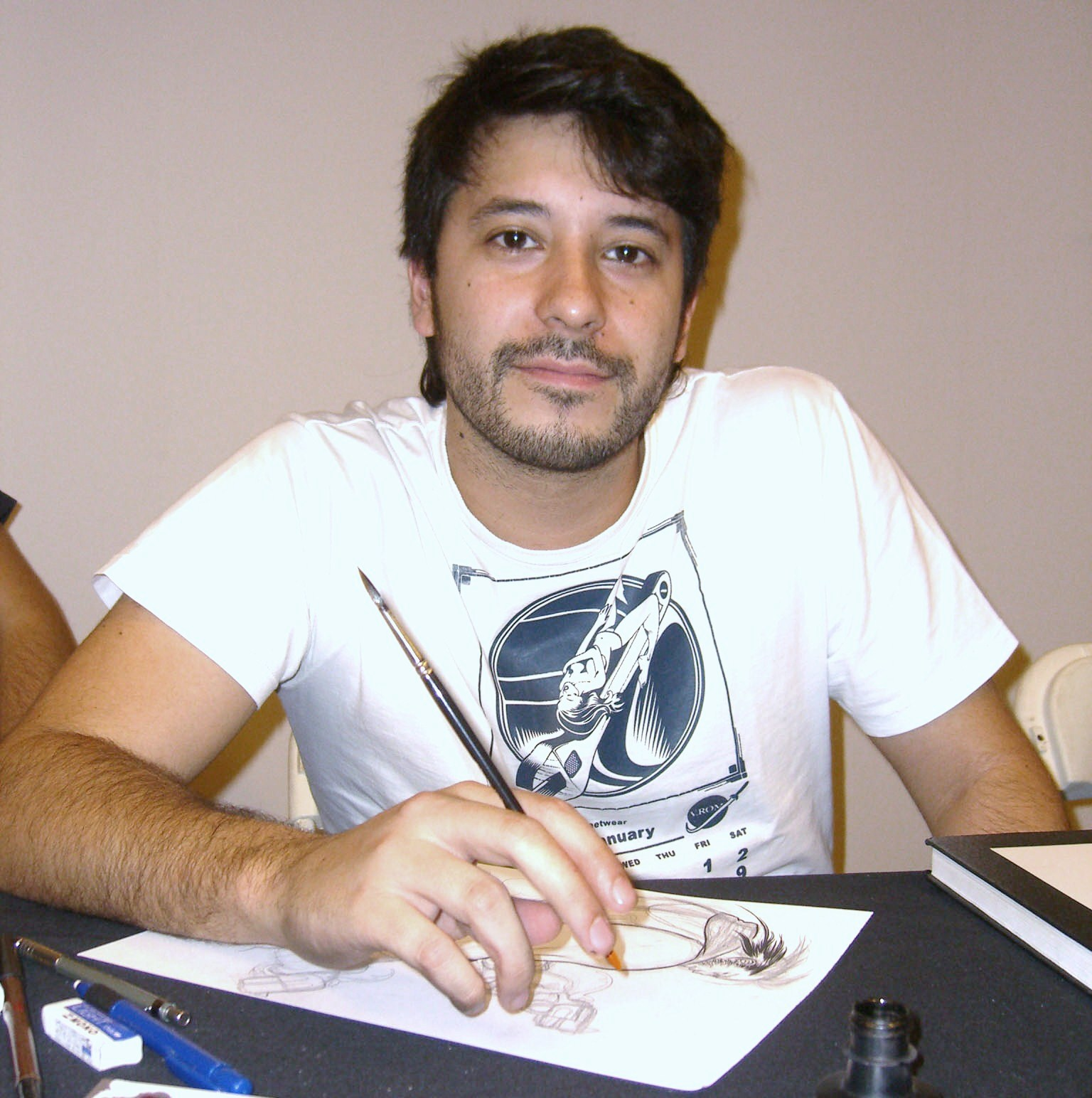
Rafael Grampá nel 2015

All'età di 14 anni, Grampá disegnava bandiere per i comuni del Rio Grande do Sul, realizzava stampe su magliette, loghi di negozi e decorazioni per feste per bambini. Nel 2001 è diventato direttore artistico di RBS TV, una filiale di Rede Globo nel sud del Brasile. Nel 2004 si è trasferito a San Paolo, dove ha lavorato come capo dell'animazione e concept designer per lo studio di animazione Lobo (Vetor Zero), sviluppando film di animazione ed effetti speciali.
Nel 2007, Grampá ha deciso di abbandonare il campo dell'animazione e concentrarsi esclusivamente sui fumetti. L'anno successivo ha pubblicato Mesmo Delivery, che ha vinto gli HQ Mix Awards come miglior artista e miglior graphic novel. Nello stesso anno, insieme a Gabriel Bá e Fábio Moon, ha ricevuto l'Eisner Award per la loro antologia autopubblicata 5, che per la prima volta è stato assegnato ad un artista brasiliano.
Da allora ha scritto e disegnato una serie di racconti per la Marvel e la DC Comics, come Caro Logan, apparso nella serie antologica Strange Tales e una storia di Batman per la serie Batman: Black & White.
Ha anche diretto diversi cortometraggi, tra cui Dark Noir (2014), un film d'animazione sponsorizzato da Absolut Vodka e distribuito contemporaneamente in 21 paesi e Romeo Reboot (2015), un film live action ispirato al classico di William Shakespeare. Nel 2017 è stato uno de fondatori di Handquarters, uno studio di sviluppo di contenuti video e una società di produzione, dove Grampá ha diretto il film live action A Geek Punk Story.
Nel 2020, ha disegnato il graphic novel Il ritorno del Cavaliere Oscuro - Il bambino d'oro, scritto da Frank Miller. Dal 2023 è in corso di pubblicazione Batman: Il Gargoyle di Gotham, fumetto che lo vede in veste di autore completo.

## Opere
- Gunned Down (2006)
- 5 (2007) - con Becky Cloonan, Gabriel Bá, Fábio Moon e Vasilis Lolos
- Mesmo Delivery (2008)
- Hellblazer #250: (2009) - con Brian Azzarello
- Strange Tales #1: (2010)
- Batman: Black & White #2 (2013)
- Il ritorno del Cavaliere Oscuro - Il bambino d'oro (The Dark Knight Returns: The Golden Child) (2020) - con Frank Miller
- Batman: Il Gargoyle di Gotham (Batman: Gargoyle of Gotham) (2023-in corso)